# Copa da Alemanha

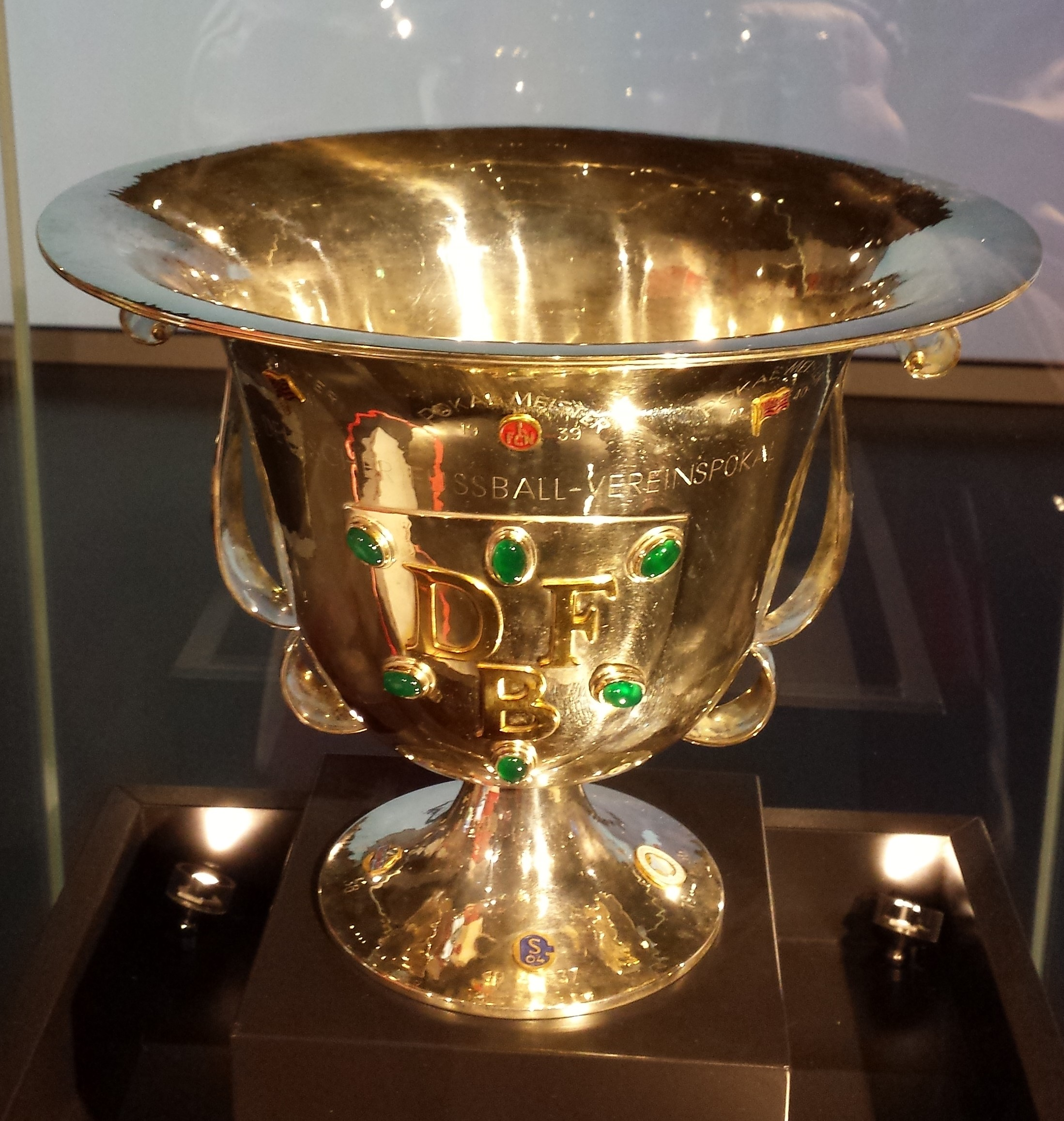
"Tschammer-Pokal" - Troféu da copa da Alemanha entre 1935 e 64 (cópia no Museu do Bayern)

A DFB-Pokal (em português:  Copa da DFB ou Taça da DFB), mais conhecida em países lusófonos como Copa da Alemanha ou Taça da Alemanha, é uma competição eliminatória anual de futebol masculino disputada na Alemanha. É organizada pela Federação Alemã de Futebol (DFB, Deutscher Fußball-Bund). Sessenta e quatro equipes participam da competição, incluindo todos os clubes da Bundesliga e da 2. Bundesliga, junto com os quatro melhores times da 3. Liga. O vencedor do torneio disputa a Supercopa da Alemanha no início da próxima temporada contra o vencedor da Bundesliga.

## História
Historicamente, o número de participantes no torneio principal tem variado entre quatro a partir de 1956 (até 1960) e 128 (de 1973 a 1982), resultando em torneios de 2 a 7 rodadas. Desde o início da Bundesliga em 1963, todos os clubes da primeira divisão da Bundesliga estão automaticamente habilitados para a DFB Pokal, e a partir de 1974 foram também incluídas as equipes da 2. Fußball-Bundesliga.
A final é desde 1985 realizada no Estádio Olímpico de Berlim. Nos anos anteriores, o local da final era determinado alguns dias antes. A DFB decidiu levar em consideração a facilidade com que os torcedores de quaisquer que fossem os finalistas teriam para chegar a capital da Alemanha.
Originalmente os jogos eram realizados copo em jogos de ida e volta, e posteriormente, após o segundo jogo, não havendo um vencedor era disputada uma prorrogação e persistindo o resultado a decisão se dá por pênaltis. Em 1939, na semifinal entre SV Waldhof Mannheim e Wacker Wien ficou empatada por três vezes antes da classificação ser decidida por sorteio. A DFB decidiu organizar uma disputa por pênaltis depois que um jogo com situação semelhante aconteceu em 1970, quando o jogo entre Alemannia Aachen e SV Werder Bremen teve que ser decidido por sorteio, após dois empates.
Em 1971-72 e 1972-73 as partidas foram realizadas em jogos de ida e volta. A segunda etapa era uma prorrogação em dois tempos de 15 minutos, se o placar agregado persistisse em empate. Se depois da prorrogação não houvesse um vencedor a disputa seria definida por pênaltis.
Quando em 1977 a final disputada entre 1. FC Köln e Hertha BSC teve de ser repetida, isso levou a grandes dificuldades de logística. Com isso a DFB decidiu não deixar as finais das copas serem mais repetidas, regulamentando disputa de pênaltis após o tempo extra. Esta mudança foi abrangida a todos os jogos da Copa no ano de 1991.

## Formato

### Primeira rodada
Após a época 2009/2010 a primeira rodada da Copa da Alemanha será elaborada a partir de dois potes diferentes, um contendo os clubes da Bundesliga, o outro contendo todas as outras equipes. Para os potes, o regulamento do ano determinará os cruzamentos, exceto para as equipes que ganharam a promoção para a Bundesliga e os clubes até o 15º colocado da última temporada da segunda divisão (2. Fußball-Bundesliga).
O mesmo se aplica para os 3 times rebaixados da primeira divisão da Bundesliga. O sorteio começa com um lote retirado do pote em segundo, seguido pela retirada do pote da Bundesliga. A equipe, que foi sorteada primeiro terá a vantagem do jogo em casa. Os vencedores dos jogos vão avançar para a segunda rodada.

### Segunda rodada
O mesmo procedimento será aplicado para o sorteio da segunda fase. Se não há muita mais opções de clubes em um dos potes, os lotes vão ser retirados apenas do pote restante. Os vencedores dos jogos irão proceder às oitavas de final.

### Oitavas, quartas e semifinal
Começando com os 16 classificados, haverá apenas um pote com os nomes dos clubes. A vantagem de decidir em casa é do clube melhor classificado, a menos que um dos dois seja um clube amador que vá se defrontar contra um clube da Bundesliga (profissional), lhe será concedida a vantagem de decidir em casa.

### Final
Os dois finalistas se encontram em um estádio definido pela Federação Alemã de Futebol (DFB) para disputarem a final da Copa.

### Empates na final
Se após o término do tempo de jogo normal o placar ainda é de empate, um tempo extra de 2 tempos de 15 minutos serão disputados, e, se após esse tempo ainda não existe um time vencedor, a decisão será através da disputa de pênaltis.

### Participantes
64 equipes vão participar na Copa da Alemanha. Além dos 18 times da Bundesliga e os 18 times da 2. Fußball-Bundesliga da temporada passada, os vencedores das 21 copas regionais, bem como o campeão, segundo, terceiro e quarto colocado de equipas da Liga da Terceira Divisão passada são qualificadas.
Inscrições de equipas de clubes licenciados não são elegíveis para a Copa. Além disso, duas equipes do mesmo clube ou entidade corporativa são elegíveis para jogar na Copa. No caso, que uma copa regional tenha sido vencida por uma equipe reserva de um clube licenciado ou de uma equipa de um clube já classificado para a Copa, a equipa seguinte eleita através do ranking da taça regional vai tomar seu lugar.
Se o campeão, o segundo, o terceiro ou o quarto colocado da temporada passada da Liga da Terceira Divisão já está qualificado para a Copa da Alemanha ao vencer uma competição de copa regional, ou se essa é uma equipe reserva de um clube já classificado, a equipe seguinte será escolhida através de campeonato regional ou da terceira divisão.
As vagas remanescentes até a de número 64 serão preenchidas pelas associações regionais, que somam a maioria das equipes masculinas da liga. Cada associação pode fornecer apenas mais um participante. A decisão sobre quais associações serão escolhidos, serão tomadas pelo conselho da Federação Alemã de Futebol responsável de acordo com as estatísticas apuradas dos membros da DFB. Cada associação regional tem de ser representada por uma equipa de amadores.
Clubes parceiros não são elegíveis para disputa da Copa da Alemanha. Um requisito para a participação é uma declaração, o que garante um estádio, que não necessariamente tem que ser no domicílio do clube, livre de publicidade para o caso de uma eventual transmissão televisiva ao vivo. No caso do clube não ser dono do estádio, uma declaração com a autorização do proprietário tem de ser apresentada.

## Lista dos campeões

### Tschammer Pokal
| Temporada | Campeão          | Placar      | Vice-campeão       | Estádio da final           | Público |
| --------- | ---------------- | ----------- | ------------------ | -------------------------- | ------- |
| 1934–1935 | 1. FC Nürnberg   | 2 – 0       | FC Schalke 04      | Düsseldorf                 | 55.000  |
| 1935–1936 | VfB Leipzig      | 2 – 1       | FC Schalke 04      | Estádio Olímpico de Berlim | 70.000  |
| 1936–1937 | FC Schalke 04    | 2 – 1       | Fortuna Düsseldorf | Köln                       | 72.000  |
| 1937–1938 | Rapid Wien       | 3 – 1       | FSV Frankfurt      | Estádio Olímpico de Berlim | 38.000  |
| 1938–1939 | 1. FC Nürnberg   | 2 – 0       | VfR Mannheim       | Estádio Olímpico de Berlim | 60.000  |
| 1939–1940 | Dresdner SC      | 2 – 1 (pro) | 1. FC Nürnberg     | Estádio Olímpico de Berlim | 60.000  |
| 1940–1941 | Dresdner         | 2 – 1       | FC Schalke 04      | Estádio Olímpico de Berlim | 65.000  |
| 1941–1942 | TSV 1860 München | 2 – 0       | FC Schalke 04      | Estádio Olímpico de Berlim | 80.000  |
| 1942–1943 | First Vienna FC  | 3 – 2 (pro) | Hamburgo SV        | Stuttgart                  | 45.000  |

### DFB Pokal
| Temporada | Campeão                  | Placar            | Vice-campeão             | Estádio da final           | Público     |
| --------- | ------------------------ | ----------------- | ------------------------ | -------------------------- | ----------- |
| 1952–1953 | Rot-Weiss Essen          | 2 – 1             | Alemannia Aachen         | Düsseldorf                 | 40.000      |
| 1953–1954 | Stuttgart                | 1 – 0 (pro)       | 1. FC Köln               | Ludwigshafen               | 60.000      |
| 1954–1955 | Karlsruher               | 3 – 2             | FC Schalke 04            | Braunschweig               | 25.000      |
| 1955–1956 | Karlsruher               | 3 – 1             | Hamburgo SV              | Karlsruhe                  | 25.000      |
| 1956–1957 | Bayern de Munique        | 1 – 0             | Fortuna Düsseldorf       | Augsburg                   | 42.000      |
| 1957–1958 | Stuttgart                | 4 – 3 (pro)       | Fortuna Düsseldorf       | Kassel                     | 28.000      |
| 1958–1959 | Schwarz-Weiß Essen       | 5 – 2             | Borussia Neunkirchen     | Kassel                     | 20.000      |
| 1959–1960 | Borussia Mönchengladbach | 3 – 2             | Karlsruher SC            | Düsseldorf                 | 50.000      |
| 1960–1961 | Werder Bremen            | 2 – 0             | 1. FC Kaiserslautern     | Gelsenkirchen              | 18.000      |
| 1961–1962 | 1. FC Nürnberg           | 2 – 1 (pro)       | Fortuna Düsseldorf       | Hanôver                    | 41.000      |
| 1962–1963 | Hamburgo SV              | 3 – 0             | Borussia Dortmund        | Hanôver                    | 68.000      |
| 1963–1964 | 1860 München             | 2 – 0             | Eintracht Frankfurt      | Stuttgart                  | 45.000      |
| 1964–1965 | Borussia Dortmund        | 2 – 0             | Alemannia Aachen         | Hanôver                    | 55.000      |
| 1965–1966 | Bayern München           | 4 – 2             | Meidericher SV           | Frankfurt                  | 62.000      |
| 1966–1967 | Bayern München           | 4 – 0             | Hamburger                | Stuttgart                  | 67.000      |
| 1967–1968 | 1. FC Köln               | 4 – 1             | VfL Bochum               | Ludwigshafen               | 60.000      |
| 1968–1969 | Bayern München           | 2 – 1             | FC Schalke 04            | Frankfurt                  | 60.000      |
| 1969–1970 | Kickers Offenbach        | 2 – 1             | 1. FC Köln               | Hanôver                    | 50.000      |
| 1970–1971 | Bayern München           | 2 – 1 (pro)       | 1. FC Köln               | Stuttgart                  | 71.000      |
| 1971–1972 | FC Schalke 04            | 5 – 0             | 1. FC Kaiserslautern     | Hanôver                    | 61.000      |
| 1972–1973 | Borussia Mönchengladbach | 2 – 1 (pro)       | 1. FC Köln               | Düsseldorf                 | 69.000      |
| 1973–1974 | Eintracht Frankfurt      | 3 – 1 (pro)       | Hamburgo SV              | Düsseldorf                 | 52.000      |
| 1974–1975 | Eintracht Frankfurt      | 1–0               | MSV Duisburg             | Hanôver                    | 43.000      |
| 1975–1976 | Hamburgo SV              | 2 – 0             | 1. FC Kaiserslautern     | Frankfurt                  | 61.000      |
| 1976–1977 | 1. FC Köln               | 1 – 0             | Hertha Berlim            | Hanôver                    | 54.000      |
| 1977–1978 | 1. FC Köln               | 2 – 0             | Fortuna Düsseldorf       | Gelsenkirchen              | 70.000      |
| 1978–1979 | Fortuna Düsseldorf       | 1 – 0 (pro)       | Hertha BSC Berlin        | Hanôver                    | 56.000      |
| 1979–1980 | Fortuna Düsseldorf       | 2 – 1             | 1. FC Köln               | Gelsenkirchen              | 56.000      |
| 1980–1981 | Eintracht Frankfurt      | 3 – 1             | 1. FC Kaiserslautern     | Stuttgart                  | 71.000      |
| 1981–1982 | Bayern München           | 4 – 2             | 1. FC Nürnberg           | Frankfurt                  | 61.000      |
| 1982–1983 | 1. FC Köln               | 1 – 0             | SC Fortuna Köln          | Köln                       | 61.000      |
| 1983–1984 | Bayern München           | 1 – 1 (pen) 7 – 6 | Borussia Mönchengladbach | Frankfurt                  | 61.000      |
| 1984–1985 | Bayer Uerdingen          | 2– – 1            | Bayern München           | Estádio Olímpico de Berlim | 70.000      |
| 1985–1986 | Bayern München           | 5 – 2             | VfB Stuttgart            | Estádio Olímpico de Berlim | 76.000      |
| 1986–1987 | Hamburgo SV              | 3 – 1             | Stuttgarter Kickers      | Estádio Olímpico de Berlim | 76.000      |
| 1987–1988 | Eintracht Frankfurt      | 1 – 0             | VfL Bochum               | Estádio Olímpico de Berlim | 76.000      |
| 1988–1989 | Borussia Dortmund        | 4 – 1             | Werder Bremen            | Estádio Olímpico de Berlim | 76.000      |
| 1989–1990 | 1. FC Kaiserslautern     | 3 – 2             | Werder Bremen            | Estádio Olímpico de Berlim | 76.000      |
| 1990–1991 | Werder Bremen            | 1 – 1 (pen) 4 – 3 | 1. FC Köln               | Estádio Olímpico de Berlim | 73.000      |
| 1991–1992 | Hannover 96              | 0 – 0 (pen) 4 – 3 | Borussia Mönchengladbach | Estádio Olímpico de Berlim | 76.000      |
| 1992–1993 | Bayer 04 Leverkusen      | 1 – 0             | Hertha BSC Berlin II     | Estádio Olímpico de Berlim | 76.000      |
| 1993–1994 | Werder Bremen            | 3 – 1             | Rot-Weiss Essen          | Estádio Olímpico de Berlim | 76.000      |
| 1994–1995 | Borussia Mönchengladbach | 3 – 0             | VfL Wolfsburg            | Estádio Olímpico de Berlim | 75.700      |
| 1995–1996 | 1. FC Kaiserslautern     | 1 – 0             | Karlsruher SC            | Estádio Olímpico de Berlim | 75.800      |
| 1996–1997 | VfB Stuttgart            | 2 – 0             | Energie Cottbus          | Estádio Olímpico de Berlim | 76.400      |
| 1997–1998 | Bayern München           | 2 – 1             | MSV Duisburg             | Estádio Olímpico de Berlim | 75.800      |
| 1998–1999 | Werder Bremen            | 1 – 1 (pen) 5 – 4 | Bayern München           | Estádio Olímpico de Berlim | 75.841      |
| 1999–2000 | Bayern München           | 3 – 0             | Werder Bremen            | Estádio Olímpico de Berlim | 76.000      |
| 2000–2001 | FC Schalke 04            | 2–0               | 1. FC Union Berlin       | Estádio Olímpico de Berlim | 73.011      |
| 2001–2002 | FC Schalke 04            | 4 – 2             | Bayer 04 Leverkusen      | Estádio Olímpico de Berlim | 70.000      |
| 2002–2003 | Bayern München           | 3 – 1             | 1. FC Kaiserslautern     | Estádio Olímpico de Berlim | 70.490      |
| 2003–2004 | Werder Bremen            | 3 – 2             | Alemannia Aachen         | Estádio Olímpico de Berlim | 71.682      |
| 2004–2005 | Bayern München           | 2 – 1             | FC Schalke 04            | Estádio Olímpico de Berlim | 74.349      |
| 2005–2006 | Bayern München           | 1 – 0             | Eintracht Frankfurt      | Estádio Olímpico de Berlim | 74.349      |
| 2006–2007 | 1. FC Nürnberg           | 3 – 2 (pro)       | VfB Stuttgart            | Estádio Olímpico de Berlim | 74.220      |
| 2007–2008 | Bayern München           | 2 – 1 (pro)       | Borussia Dortmund        | Estádio Olímpico de Berlim | 74.244      |
| 2008–2009 | Werder Bremen            | 1 – 0             | Bayer 04 Leverkusen      | Estádio Olímpico de Berlim | 72.244      |
| 2009–2010 | Bayern München           | 4 – 0             | Werder Bremen            | Estádio Olímpico de Berlim | 72.954      |
| 2010–2011 | Schalke 04               | 5 – 0             | MSV Duisburg             | Estádio Olímpico de Berlim | 75.708      |
| 2011–2012 | Borussia Dortmund        | 5 – 2             | Bayern München           | Estádio Olímpico de Berlim | 75.708      |
| 2012–2013 | Bayern München           | 3 – –2            | Stuttgart                | Estádio Olímpico de Berlim | 75.420      |
| 2013–2014 | Bayern München           | 2 – 0 (pro)       | Borussia Dortmund        | Estádio Olímpico de Berlim | 76.197      |
| 2014–2015 | Wolfsburg                | 3 – 1             | Borussia Dortmund        | Estádio Olímpico de Berlim | 75.815      |
| 2015–2016 | Bayern München           | 0 – 0 (pen) 4 – 3 | Borussia Dortmund        | Estádio Olímpico de Berlim | 75.345      |
| 2016–2017 | Borussia Dortmund        | 2 – 1             | Eintracht Frankfurt      | Estádio Olímpico de Berlim | 74.322      |
| 2017–2018 | Eintracht Frankfurt      | 3 – 1             | Bayern München           | Estádio Olímpico de Berlim | 75.345      |
| 2018–2019 | Bayern München           | 3 – 0             | RB Leipzig               | Estádio Olímpico de Berlim | 74.322      |
| 2019–2020 | Bayern München           | 4 – 2             | Bayer 04 Leverkusen      | Estádio Olímpico de Berlim | sem público |
| 2020–2021 | Borussia Dortmund        | 4 – 1             | RB Leipzig               | Estádio Olímpico de Berlim | sem público |
| 2021–2022 | RB Leipzig               | 1 – 1 (pen) 4 – 2 | SC Freiburg              | Estádio Olímpico de Berlim | 74.322      |
| 2022–2023 | RB Leipzig               | 2 – 0             | Eintracht Frankfurt      | Estádio Olímpico de Berlim | 74.667      |
| 2023–2024 | Bayer Leverkusen         | 1 – 0             | Kaiserslautern           | Estádio Olímpico de Berlim | 75.000      |
| 2024–2025 | VfB Stuttgart            | 4 – 2             | Arminia Bielefeld        | Estádio Olímpico de Berlim | 74.036      |

*Placares, estádios e públicos em parênteses apontam as informações de um segundo jogo realizado devido ao empate na primeira partida.

### Títulos por clube
Esta tabela mostra as estatísticas dos clubes vencedores. Em negrito está o clube campeão da última edição.
| Ranking | Clube                    | Títulos | Última conquista | Vices | Última final perdida |
| ------- | ------------------------ | ------- | ---------------- | ----- | -------------------- |
| 1       | Bayern de Munique        | 20      | 2020             | 4     | 2018                 |
| 2       | Werder Bremen            | 6       | 2009             | 4     | 2010                 |
| 3       | Schalke 04               | 5       | 2011             | 7     | 2005                 |
| 4       | Borussia Dortmund        | 5       | 2021             | 5     | 2016                 |
| 5       | Eintracht Frankfurt      | 5       | 2018             | 4     | 2023                 |
| 6       | 1. FC Köln               | 4       | 1983             | 6     | 1991                 |
| 7       | Stuttgart                | 4       | 2025             | 3     | 2013                 |
| 8       | Nürnberg                 | 4       | 2007             | 2     | 1982                 |
| 9       | Hamburgo                 | 3       | 1987             | 3     | 1974                 |
| 10      | Borussia Mönchengladbach | 3       | 1995             | 2     | 1992                 |
| 11      | 1. FC Kaiserslautern     | 2       | 1996             | 6     | 2024                 |
| 12      | Fortuna Düsseldorf       | 2       | 1980             | 5     | 1978                 |
| 13      | Bayer 04 Leverkusen      | 2       | 2024             | 3     | 2020                 |
| 14      | Karlsruher SC            | 2       | 1956             | 2     | 1996                 |
| 15      | RB Leipzig               | 2       | 2023             | 2     | 2021                 |
| 16      | TSV 1860 München         | 2       | 1964             | 0     |                      |
| 17      | Dresdner SC              | 2       | 1941             | 0     |                      |
| 18      | Wolfsburg                | 1       | 2015             | 0     |                      |
| 19      | Rot Weiss                | 1       | 1953             | 1     | 1994                 |
| 20      | Hannover 96              | 1       | 1992             | 0     |                      |
| 21      | KFC Uerdingen 05         | 1       | 1985             | 0     |                      |
| 22      | Kickers Offenbach        | 1       | 1970             | 0     |                      |
| 23      | Schwarz-Weiß Essen       | 1       | 1959             | 0     |                      |
| 24      | Vienna                   | 1       | 1943             | 0     |                      |
| 25      | Rapid Wien               | 1       | 1938             | 0     |                      |
| 26      | VfB Leipzig              | 1       | 1936             | 0     |                      |

## O troféu
O primeiro jogador a levantar o troféu e mostrá-lo para a multidão foi Aki Schmidt do Borussia Dortmund, no ano de 1965, após o seu time vencer por 2 a 0 o Alemannia Aachen. Assim, o troféu de hoje, com uma altura de 52 centímetros tinha substituído os troféus concedidos no passado. O Goldfasanen-Pokal (Taça Faisão Dourado), que tinha sido o troféu oficial durante os anos de 1935-1943, segundo Dr. Peco Bauwens, ex-presidente da DFB, lembrava muito a Era nazista, e por isso ele decidiu que um novo troféu deveria ser criado para substituí-lo.
Este novo troféu foi então disputado entre 1954 e 1964, mas não agregou os valores culturais da DFB. Portanto, Bauwens pediu ao artista de Colônia Wilhelm Nagel para criar uma nova taça.
O resultado foi um troféu pesando 12,5 kg e deixando espaço suficiente em sua base para a gravação dos nomes dos clubes vitoriosos. Esta taça era feita de prata banhado a ouro Sterling quente. Utilizados 250g de ouro fino e decorado a sua obra de arte com doze turmalinas, doze peças de cristal de rocha e 18 nefrites. O emblema da DFB é formado por nefrite verde e está no centro. A taça tem um volume de 8 litros.
Uma vez que, até 1991, aproximadamente. 700 letras e números que denotam o ano e os nomes dos vencedores foram gravadas na base, este última teve de ser ampliada em 5 cm para proporcionar espaço adicional. A área de base é agora suficientemente dimensionada para permitir gravações até 2020.
O valor do material, é atualmente estimada por especialistas em arte é de cerca de 100 mil euros. No entanto, o valor real é muito maior, porque a DFB Cup é considerada a mais popular competição do futebol alemão após o "Meisterschale" (troféu de campeões da Bundesliga), tendo um grande valor afetivo e desportivo agregado a ele.